# Тромбиновое время
ТВ тест (Тромбиновое время) – одно из лабораторных коагулологических исследований крови, данные которого отражают нарушения конечного этапа свертывания. Тест измеряет скорость превращения фибриногена в фибрин под действием тромбина. При этом скорость образования фибринового сгустка зависит, главным образом, от количества и функциональной полноценности фибриногена и присутствия в крови антикоагулянтов.
Удлинение ТВ может наблюдаться в следующих случаях:
- присутствие в крови антикоагулянтов прямого действия
- при активации фибринолитической системы крови (напр., при ДВС-синдроме, тромболитической терапии, заболеваниях печени, поджелудочной железы и др.),
- гипофибриногенемии: если уровень фибриногена в крови ниже 0,5-1,5 г/л.

Укорочение ТВ свидетельствует о риске тромбообразования и может наблюдаться в следующих случаях:
- первая фаза ДВС-синдрома (фаза гиперкоагуляции),
- гиперфибриногенемия.

Для анализа используется цитратная плазма крови, ключевой реагент теста - тромбин.
В клинической практике тест используется преимущественно для контроля свертывающей системы крови при лечении гепарином, фибринолитиками.